# Le Sabbat rouge
Le Sabbat rouge est une série de photographies stéréoscopiques de Jules Raudnitz réalisée en 1871, peu après la Commune de Paris.

## Raudnitz photographe
Jules Raudnitz, photographe né à Dresde en 1815, a d'abord dans sa pratique une série de difficultés avec la police des mœurs parisienne. Le 13 octobre 1871, le dépôt légal conserve la trace des huit premières images de sa série Le Sabbat rouge. Raudnitz réalise en 1872 des vues des ruines de Paris, mais on n'a plus de traces de lui après cette date, même si l'on sait qu'il était encore vivant lors du décès de sa femme en 1874.

## Le Sabbat rouge
Le Sabbat rouge est un ensemble de douze épreuves stéréoscopiques, sur papier albuminé, de 8,5 cm par 17 cm. La série interroge sur les intentions de l'auteur autant que sur son mode de réalisation.
Raudnitz requiert les services d'un sculpteur-modeleur qui réalise des modèles en argile ou plâtre. On reconstituait ainsi les temps remarquables des opéras, en plaçant des figurines d'environ trente centimètres de hauteur devant des décors peints. La position de l'appareil permettait de donner l'illusion de la vue stéréoscopique. Raudnitz réutilise ce procédé après la Commune de Paris, pour suppléer l'impossibilité de photographier l'instant présent, en raison du long temps de pose du procédé au collodion humide.
Cependant, il y ajoute un parti-pris très net, en affublant ses personnages de masques grimaçants, démoniaques, et en libellant ses clichés de titres évocateurs. Le sculpteur Pierre Adolphe Hennetier avait déjà réalisé en 1868 une série de moulages sur le thème du démoniaque, intitulé Les Diableries. La série d'images présente le quotidien de Satan en enfer, parodie les mœurs des classes sociales aisées et critique le régime de Napoléon III.
Les épreuves du Sabbat rouge sont conservées au département des estampes de la Bibliothèque nationale de France.

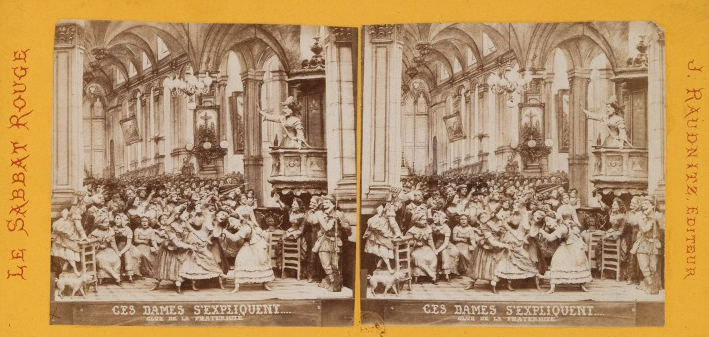
Ces dames s'expliquent, Jules Raudnitz, 1871, papier albuminé.
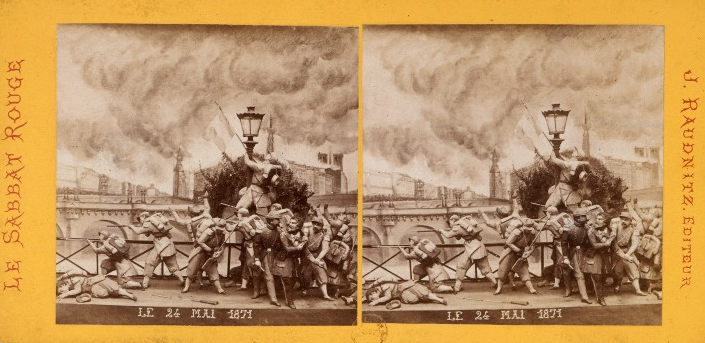
Le 24 mai 1871, Jules Raudnitz, 1871, papier albuminé.
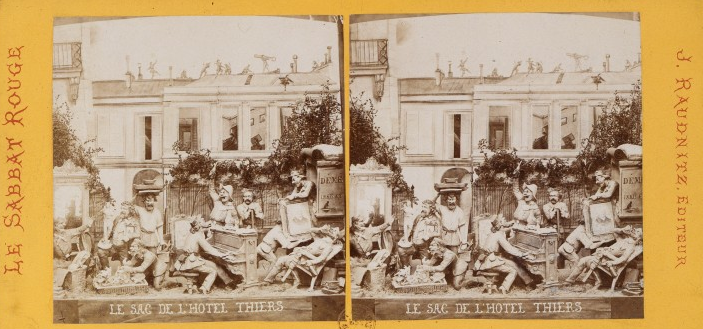
Le sac de l'Hôtel Thiers, Jules Raudnitz, 1871, papier albuminé.
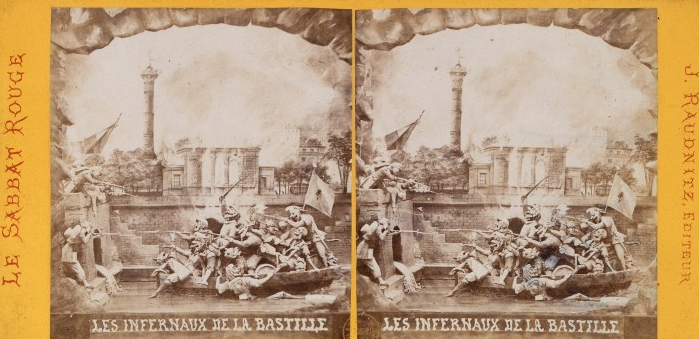
Les infernaux de la Bastille, Jules Raudnitz, 1871, papier albuminé.
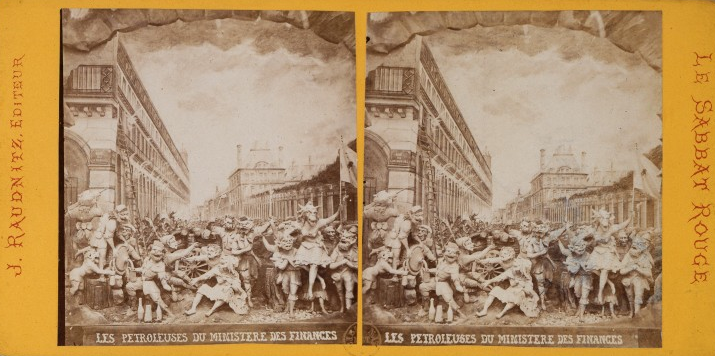
Les pétroleuses du ministère des Finances, Jules Raudnitz, 1871, papier albuminé.
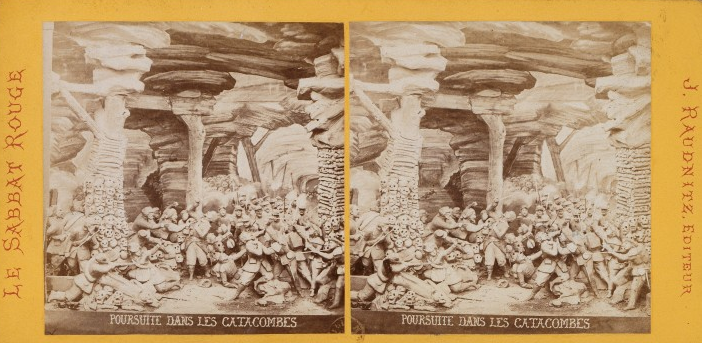
Poursuite dans les catacombes, Jules Raudnitz, 1871, papier albuminé.
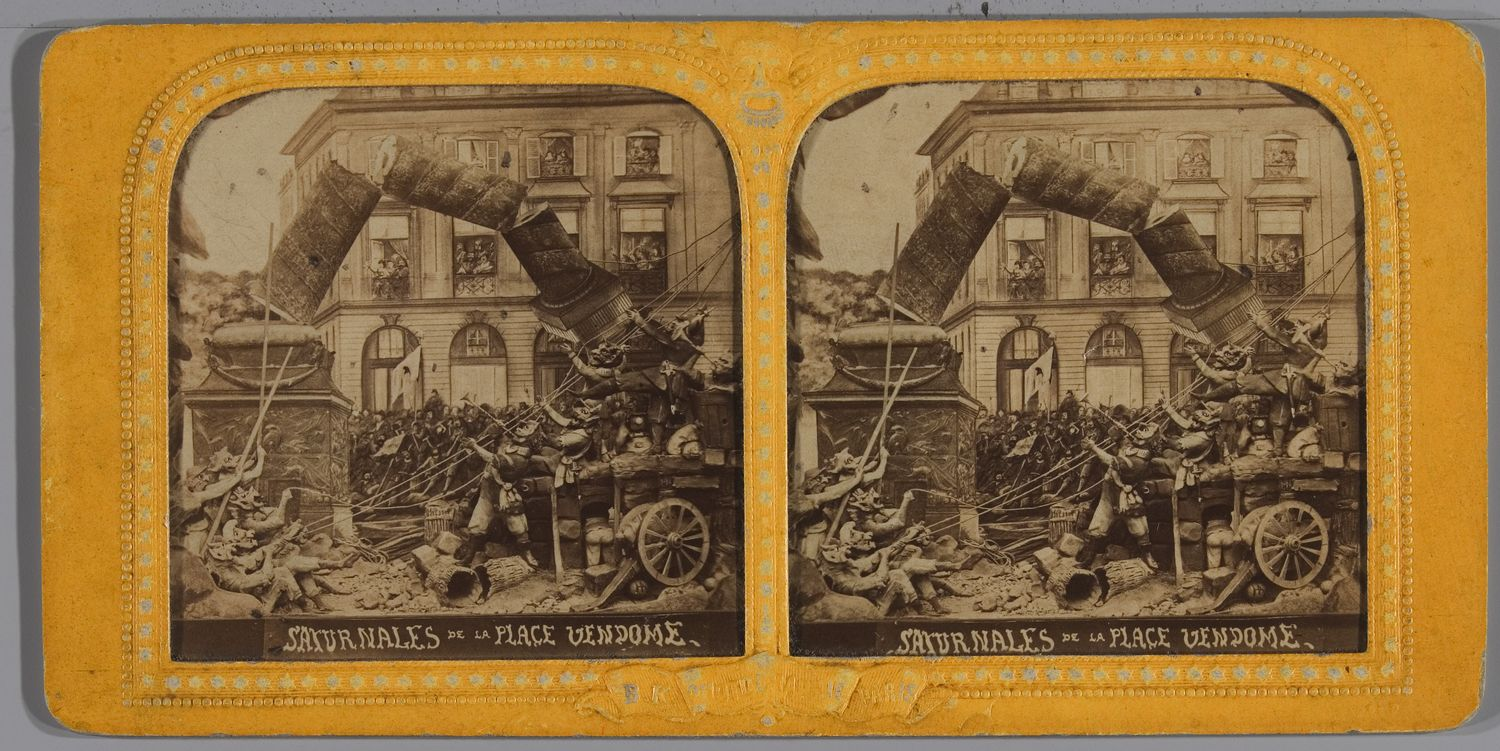
Saturnales de la place Vendôme, Jules Raudnitz, 1871, papier albuminé.

## Analyses
Pour Éric Fournier, la série du Sabbat rouge « illustre de façon paroxysmique cette réduction des révolutionnaires en figure monstrueuse », permettant un processus de déshumanisation des Communards, au premier rang desquels figure la pétroleuse, « figurée comme une furie impudique ou une harpie gloussante, parfois dotée de traits si déformés par la rage qu’ils cessent d’être humains ».
Pour Bertrand Tillier, le vocabulaire choisi par Raudnitz, comme le fait qu'il rehausse de rouge certaines épreuves, ou grime les Communards en figurines méphistophéliques sont typiques d'une mise en scène de la violence de la Commune de Paris, qui la réduit à « une ère démoniaque qui s'acheva dans un feu infernal ». Il choisit l'outrance du pamphlet, à la différence de l'objectivité revendiquée par Eugène Appert dans sa série anti-communarde des Crimes de la Commune. Et cependant, Raudnitz ne cherche pas à dissimuler l'usage du modelage, alors que le procédé va à l'encontre de l'authenticité ou vérité souvent attachée au média photographique. Pour Bertrand Tillier, « en dépit des allégations de la plupart des historiens de la Commune, ces représentations ne furent pas conçues comme des trucages destinés à abuser la crédulité du public ». Les scènes modelées ont, dans leur recherche de précision documentaire, la volonté de s'afficher et valoir comme témoignage, tout en s'inspirant de littérature anti-communarde.
Selon Denis Pellerin également, Le Sabbat rouge n'est sans doute pas à proprement parler une série politique anti-communarde, mais elle traduit plutôt l'état d'esprit apeuré d'une grande partie de la population parisienne.